# Маконь (деревня)
Маконь (бел. Маконь) — бывшая деревня в Рованичского сельсовета Червенском районе Минской области Белоруссии, ныне часть деревни Рованичская Слобода.

## География
Расположена в 29 километрах к северо-востоку от Червеня, в 89 км от Минска, на левом берегу реки Маконь, в месте впадения её в Ушу, к западу от основной части деревни Рованичская Слобода.

## История
Во второй половине XIX века деревня Моконя входила в состав Игуменского уезда Минской губернии, здесь было 6 дворов. В начале XX века деревня Маконь в составе Беличанской волости, где было 16 дворов, проживали 142 человека. На 1917 год в деревне насчитывалось 18 домов, 136 жителей (71 мужчина и 65 женщин). 20 августа 1924 года она вошла в состав вновь образованного Рованичского сельсовета Червенского района Минского округа (с 20 февраля 1938 — Минской области). В 1920-е—1930-е годы Маконь насчитывала 26 дворов. В 1930-е годы в деревне функционировал колхоз «Новая Жизнь»[уточнить]. Перед войной, на 1940 год, в деревне было 16 домов, проживали 80 человек. Во время Великой Отечественной войны деревня оккупирована немцами в начале июля 1941 года. В лесу вблизи деревни базировались штаб партизанской бригады «Разгром», межрайонный подпольный комитет КП(б)Б Минской партизанской зоны, Червенские районные подпольные комитеты КП(б)Б и ЛКСМБ. В марте 1944 года немецко-фашистские захватчики почти полностью сожгли деревню (было уничтожено 12 домов), 34 её жителя были убиты. 6 жителей деревни не вернулись с фронта. Освобождена в начале июля 1944 года. После войны деревня была восстановлена. В 1966 году деревня Маконь была включена в состав деревни Рованичская Слобода.

## Население
- 1880-е — 6 дворов
- 1897 —
- 1908 — 16 дворов, 142 жителя
- 1917 — 18 дворов, 136 жителей
- 1926 —
- 1936 — 26 дворов
- 1940 — 16 дворов, 80 жителей

## Известные уроженцы
- Сацункевич, Иван Леонович — комиссар партизанской бригады «Разгром», после войны — депутат Верховного Совета БССР.